# Kristina Poplavskaja
Kristina Poplavskaja (née le 24 juillet 1971 à Vilnius) est une rameuse lituanienne.

## Biographie

### Palmarès

#### Aviron aux Jeux olympiques
- 2000 à Sydney,  Australie
  -  Médaille de bronze en deux de couple[1]